# ハラール (エチオピア)
ハラール（アムハラ語: ሐረር、英語: Harar）は、エチオピア東部の都市で、ハラリ州の州都。日本語においては「ハラル」「ハラレ」「ハーラル」とも表記されるが、「ハラール」の表記が現地の発音に近い。
首都アディスアベバからは約523km離れており、エチオピア高原の東の丘の上にある（海抜1900m）。ジュゴルと呼ばれる城壁に囲まれたハラールの町には87のモスクが存在し、16世紀から19世紀前半にかけてはイスラームにおける「第4の聖地」とも考えられていた。この歴史的街並みは、「歴史的城塞都市ハラール・ジュゴル」の名で、2006年にユネスコの世界遺産に登録された（ID1189）。また、何世紀もの間ハラールは、エチオピア各地、アフリカの角、アラビア半島などを結ぶ交易の中心地であり、港を通じてそれ以外の世界に開かれていた。さらにハラールの名は独特のコーヒーの名前（ハラール・コーヒー）にもなっている。

## 歴史
住民たちからゲイ（Gey,「都市」の意）と呼ばれていたこの街は、史料によって異なるが7世紀から11世紀の間に建造されたようであり、アフリカの角におけるイスラームの宗教的・文化的中心地として立ち現れた。こうした背景から、ハラールは他のエチオピアの都市と異なるアラブ風の街並みを持っている。14世紀のエチオピア皇帝アムダ・セヨン1世の年代記には、1332年に遠征を行った記録の中にハラールの名前が現れる。
かつてはエチオピア帝国に臣従していたアダル・スルタン国の一部であり、アブー・バクル・イブン・ムハンマド治下の1520年にアダルの首都となった。その後16世紀中に、「左利きのグラン」 (Gragn the Left-handed) の異名を持つアフマド・イブン・イブリヒム・アル＝ガーズィー（アフマド・グランニュ）がハラールを拠点に侵略戦争を仕掛け領土を拡大し、エチオピア帝国の存立をも脅かした。その後継である首長ヌル・イブン・ムジャヒド (Nur ibn Mujahid) は、町の周りを5つの門を持つ4mの城壁で囲んだ。「ジュゴル」と呼ばれたこの壁は現在も残り、住民にとってはハラールのシンボルとなっている。
ハラールは16世紀に最盛期を迎えた。地域の文化が繁栄し、多くの詩人たちが逗留し謳い上げた。同時にコーヒー、織物業、籠細工、製本術などでも有名になった。ハラールは独立した都市国家としての形態を維持し、支配者たちは独自の貨幣も鋳造した。最古のものはイスラム暦615年（西暦1218年 - 1219年）とも読める日付が刻印されているものだが、確実に最古といえるものは西暦1789年のことになる。その後、19世紀を通じて、さらに貨幣が発行された。

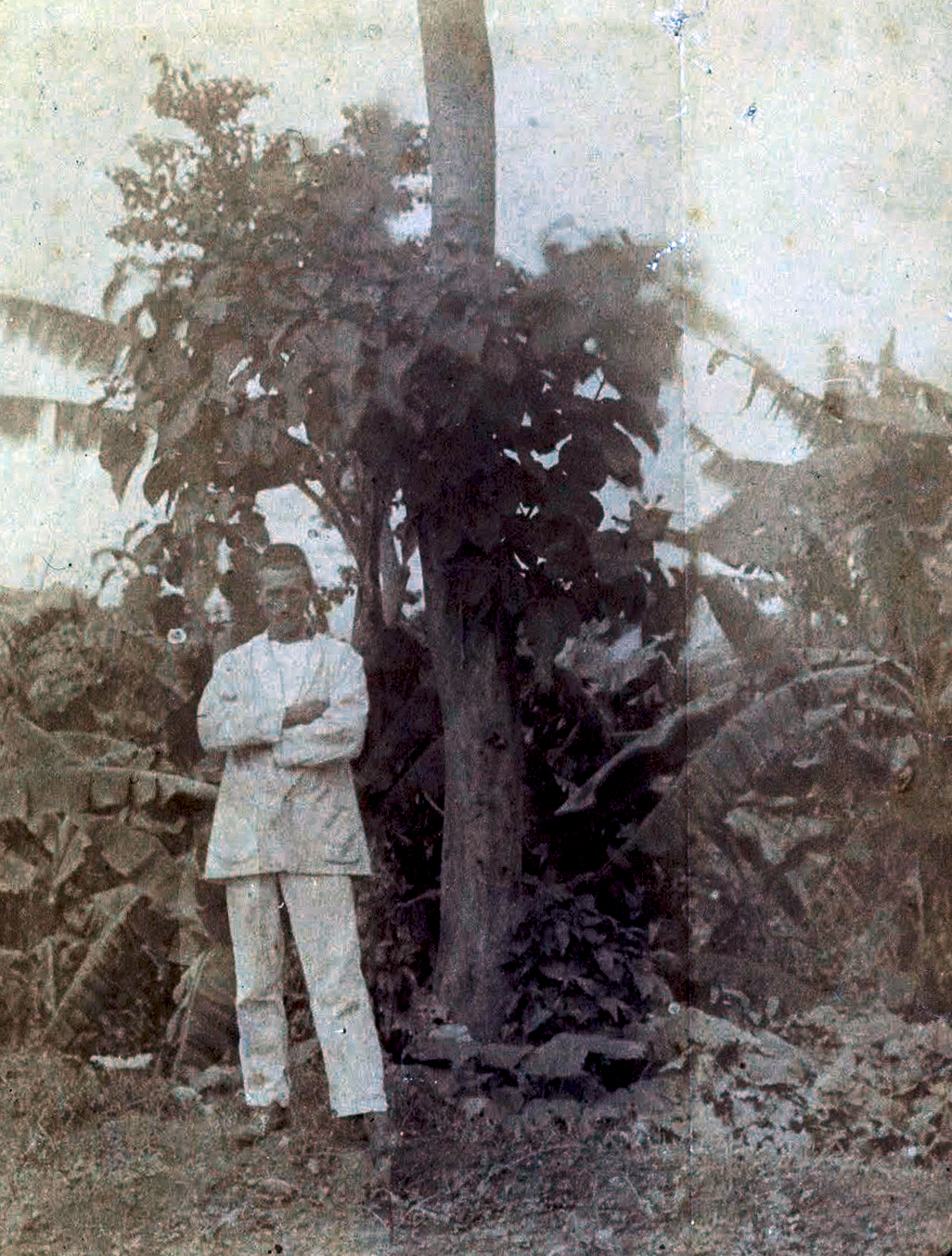
ハラール滞在中のランボー

ハラールの町は1875年までは何とか独立を保っていたが、その年にエジプトに征服された。東アフリカにおける拠点の確立を図るエジプトはハラールに3,400人の兵士を派遣し、エジプトからハラールにサトウキビ、カボチャ、アーモンド、レモン、ブドウなどの作物がもたらされた。1875年から1885年にかけてのエジプト占領期に、ハラールは顕著な発展を遂げる。なお、この時期、詩人アルチュール・ランボーがハラールに滞在しており、彼が住んでいた家は今では記念館となっている。エジプト軍が撤退した1885年には、東洋学者・探検家のリチャード・フランシス・バートンがハラールを訪れた。
エジプト軍はハラール周辺で遊牧生活を営んでいたオロモ人の攻撃に悩まされ、1880年代にエジプト国内の政情が不安定になると町から撤退した。1885年にハラールは束の間の独立を取り戻したが、わずか2年後の1887年1月6日、シェワを拠点とするメネリク2世治下のエチオピア帝国に併合された。1897年、後のエチオピア皇帝ハイレ・セラシエ1世の父メコネン・ワルダ・ミハエルがハラールの知事に就任する。エチオピアへの併合後も都市国家時代の行政システムは機能しており、メコネンらアムハラ人の知事たちはそれを利用して統治を行っていた。メコネンはオロモ人と対立しながらも町の開発を進め、公共施設、道路の建設に力を注いだ。1902年に建設されたラス・メコネン病院は、フランス人設計家の手によるものである。メコネンの知事時代から1920年代半ばまでの間、アフリカ・アラビア半島の交易路が交差するハラールは商業の中心地として繁栄した。1906年にハラールを訪れたイタリア人エンリコ・アルベルトは土着のイスラム教徒と新住民であるキリスト教徒が共存する街の様子を記録している。
その後、ハラールの商業的重要性は後退する。当初、都市間を直接結ぶことが計画されていたアディスアベバとジブチ間の鉄道が工事費縮減のため、ハラールとアワッシュ川の間で山の北側を迂回することになったためである。この結果、「新しいハラール」として新都市ディレ・ダワが1902年に建造された。 かつてハラールの知事を務めたハイレ・セラシエ1世が皇帝に即位した後、1930年代から町の再開発が行われる。学校、郵便局、ホテルが建設され、ハラールは商都から行政の拠点に役割を変えていく。第二次エチオピア戦争前は35,000人以上がハラールに居住していた。
第二次エチオピア戦争後、ハラールはイタリアに占領されるが、町でのアムハラ人の影響力が拡大しつつあることに不安を覚えていた先住民たちはイタリアの進出を歓迎した。イタリア占領時には重要な軍事拠点とされ、軍用の建物や発電所が建設される。
1977年から1978年にかけてエチオピアとソマリアの間でオガデン戦争が起きると、ハラールの住民は国外に亡命した。1991年に民族自治の精神に基づく行政区画の再編が実施され、ハラールは州と同等の権限を有する特別行政都市に指定される。1995年には、ハラール市とその周辺だけでひとつの地方行政体（kilil）「ハラリ州」となった。また、ディレ・ダワからハラールへの給水パイプラインが現在建設中である。

## 住民
2007年時点で、ハラリ州の全郡の人口の合計は18万3415人であると計測された。男性が9万2316人、女性が9万1099人であった。このうちハラール市の人口は9万9368人であると計測された。男性が4万9727人、女性が4万9641人であった。全ハラリ州で報告された民族は、アムハラ人（40.55%）、オロモ人（28.14%）、ハラリ人（11.83%）、グラゲ人（2.94%）、ソマリア人（6.82%）、ティグレ人（2.76%）。第一言語は、アムハラ語（49.2%）、オロモ語（23.7%）、ハラリ語（12.2%）、ソマリ語（6.6%）。宗教は、48.54%がエチオピア正教、44.56%がイスラム教徒、6.14%がプロテスタントであると回答した。
2023年6月現在、ハラリ州の全郡の人口の合計は約28万3000人であると推計された。男性が14万3000人、女性が14万人であった。

## 文化

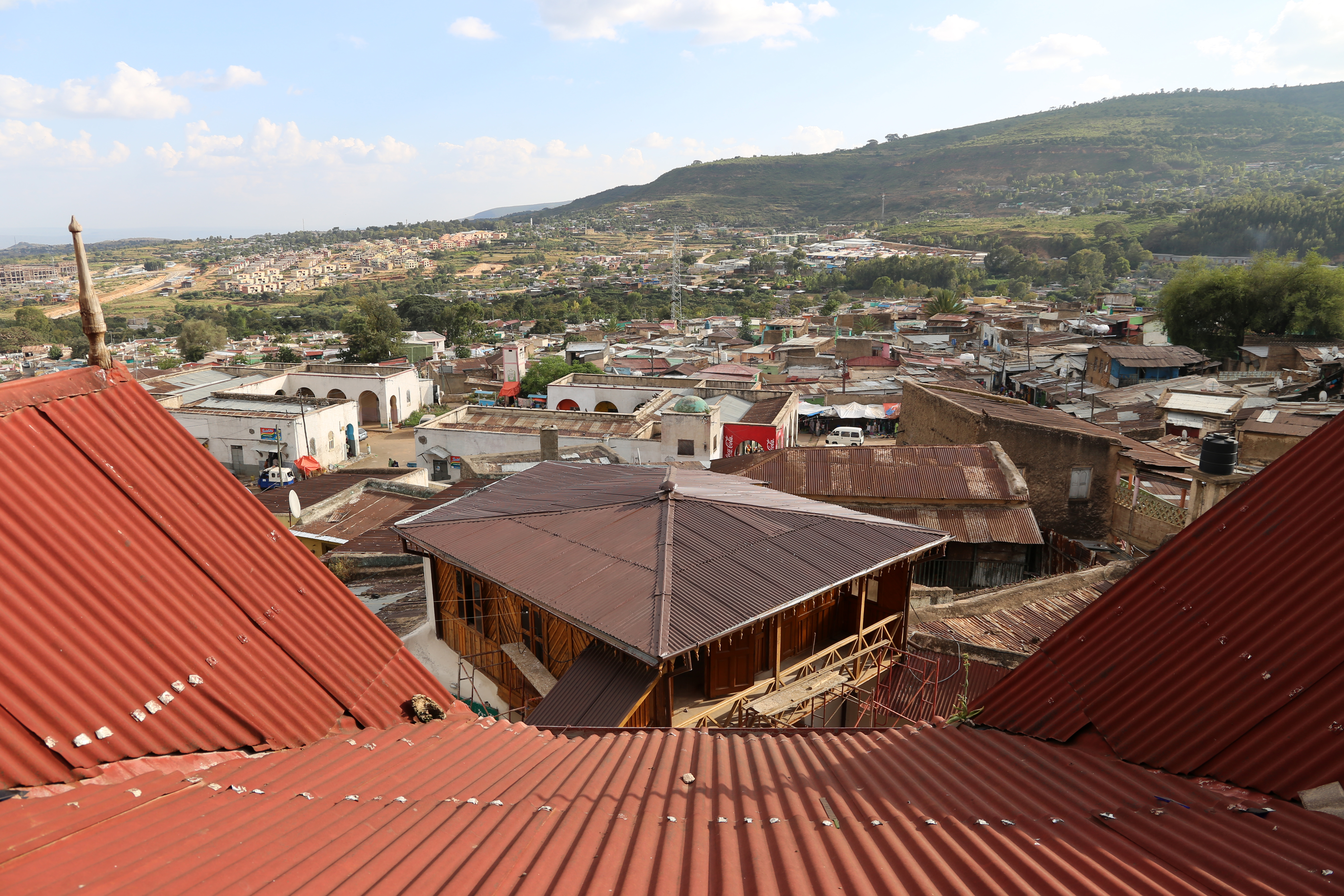
ハラールの家

イスラム教の学問の中心の一つでもあり、エチオピアの中ではイスラム教色が濃い。歴史は10世紀のモスクにまで遡り、16世紀にはハラール王国の首都として都市構造が整えられた。都市はイスラム教の聖地として位置づけられ、「イスラム教の第四の聖都」とも呼ばれる。現在も約82のモスクと102の聖者廟が旧市街に分布している。
ハラール式の家は民芸品や生活用品を壁に飾る。居住形態には、ハラール式住宅、19世紀末に建てられたインド商人による木製ベランダ付きのインド式住宅、混成型住宅が見られる。伝統的な住民組織として、「アフォチャ」と呼ばれる男女別の近隣共同体が冠婚葬祭などを通じて機能している。ハラール人の言語であるハラリ語は、セム系言語の点在する地域を構成するものである。
ハラール市は旧市街と新市街に分けられる。16世紀半ばにキリスト教勢力の攻撃を防ぐために町の周囲に円型の城壁が建設された。城壁の大半は白く塗られている。旧市街へは6カ所の門から入ることができる。城壁の中の旧市街は複雑な発展を遂げ、362もの袋小路を持つに至った。門と街道網は周囲の農村地域との交易を形成した。城壁内には、商業地域、礼拝施設、公共施設が中心部に集まり、その周辺に住宅が広がる伝統的なイスラム都市の構造が保たれている。
旧市街にはフェレス・マガラ広場を中心に、110のモスクとさらに多くの寺院が立ち並んでいる。特に、メドハネ・アレム大聖堂と16世紀のジャミ・モスクなどが有名である。ハラリ人（アダル人）が19世紀に建てた家はアダル・ハウスと呼ばれ、観光名所になっている。新市街の中心はラス・マコーネンの銅像の近くにあり、政府関係のビルや高級レストラン、ホテルなどがある。その周りには住宅地が続く。バスターミナルは旧市街と新市街の境目にある。
ハラールは、篭、織物、精巧な銀細工や手工芸を生産している。土産物用の手工芸品は人気が高く、あまりの人気の高さに外部への輸出販売が禁止された。

## 気候
| ハラールの気候           | ハラールの気候 | ハラールの気候 | ハラールの気候 | ハラールの気候 | ハラールの気候 | ハラールの気候 | ハラールの気候 | ハラールの気候 | ハラールの気候 | ハラールの気候 | ハラールの気候 | ハラールの気候 | ハラールの気候 |
| 月                       | 1月            | 2月            | 3月            | 4月            | 5月            | 6月            | 7月            | 8月            | 9月            | 10月           | 11月           | 12月           | 年             |
| ------------------------ | -------------- | -------------- | -------------- | -------------- | -------------- | -------------- | -------------- | -------------- | -------------- | -------------- | -------------- | -------------- | -------------- |
| 平均最高気温 °C （°F）   | 18.9 (66)      | 20.0 (68)      | 20.5 (68.9)    | 21.1 (70)      | 21.1 (70)      | 20.0 (68)      | 18.9 (66)      | 18.0 (64.4)    | 18.9 (66)      | 20.0 (68)      | 19.4 (66.9)    | 19.4 (66.9)    | 19.68 (67.43)  |
| 平均最低気温 °C （°F）   | 8.9 (48)       | 9.9 (49.8)     | 10.9 (51.6)    | 13.9 (57)      | 15.1 (59.2)    | 14.3 (57.7)    | 14.6 (58.3)    | 14.4 (57.9)    | 13.5 (56.3)    | 11.4 (52.5)    | 10.0 (50)      | 9.5 (49.1)     | 12.2 (53.95)   |
| 雨量 mm （inch）         | 12 (0.47)      | 30 (1.18)      | 55 (2.17)      | 97 (3.82)      | 126 (4.96)     | 99 (3.9)       | 145 (5.71)     | 121 (4.76)     | 94 (3.7)       | 42 (1.65)      | 28 (1.1)       | 9 (0.35)       | 858 (33.77)    |
| 出典：Levoyageur Weather |                |                |                |                |                |                |                |                |                |                |                |                |                |

## 世界遺産
2001年4月25日に世界遺産暫定リストに掲載され、2006年にユネスコ世界遺産に正式登録された。登録対象は「文化遺産」であり、48ヘクタールに及ぶ旧市街地全体が「核心地域」とされている。
世界遺産登録にあたっては、ii（文化の価値交流）、iii（文化的伝統の証拠）、iv（建築および都市構造の典型）、v（人類の居住形態）という4つの登録基準が適用された。ICOMOSは、ハラールがアフリカ内陸部において独自に形成されたイスラム都市であり、沿岸都市とは異なる建築的・社会的特性を持つ点を重視した。特に都市の計画構造、建築物、社会組織の保存状態が良好であることが、普遍的価値の根拠となった。
管理体制は、ハラール州議会と連携した文化遺産保護機関（JHCO）を中心に構成されており、保護対象を主要記念物、歴史的建造物、都市構造、非文脈的建物に分類して対応している。ユネスコの支援やフランスとの協力の下で都市計画の改訂、緩衝地帯の設定、道路計画の撤回、考古学調査などが進められている。

### 登録基準
この世界遺産は世界遺産登録基準のうち、以下の条件を満たし、登録された（以下の基準は世界遺産センター公表の登録基準からの翻訳、引用である）。
- (2) ある期間を通じてまたはある文化圏において、建築、技術、記念碑的芸術、都市計画、景観デザインの発展に関し、人類の価値の重要な交流を示すもの。
- (3) 現存するまたは消滅した文化的伝統または文明の、唯一のまたは少なくとも稀な証拠。
- (4) 人類の歴史上重要な時代を例証する建築様式、建築物群、技術の集積または景観の優れた例。
- (5) ある文化（または複数の文化）を代表する伝統的集落、あるいは陸上ないし海上利用の際立った例。もしくは特に不可逆的な変化の中で存続が危ぶまれている人と環境の関わりあいの際立った例。

## 姉妹都市
| - シャルルヴィル＝メジエール、フランス - クラークストン、アメリカ - アルタ、ジブチ - シャンルウルファ、トルコ |